# Arabian
Arabian (アラビアン) es un videojuego arcade creado en 1983 por Sunsoft y publicado por Atari Inc.
En el videojuego el jugador controlará a un príncipe aventurero, el cual debe rescatar a la princesa de su palacio. En el transcurso de su aventura, el príncipe surcará los mares, se arrastrará por cuevas y volará en alfombras mágicas.

## Jugabilidad
Al jugador se le otorgan puntos por recolectar las letras 'A-R-A-B-I-A-N' y consigue un bonus si son recolectadas en orden. Use el joystick para saltar, dar un super-salto, caminar, arrastrarse o trepar en todas las direcciones. Presione el botón de patada para despejar a sus enemigos del camino.
Chuck Futtrell conserva el récord para este juego con la máxima puntuación posible de 219.750 puntos.

## Adaptaciones
Arabian fue adaptado a las computadoras domésticas bajo el nombre Tales of the Arabian Nights por Interceptor Software en 1984/5, para la Acorn Electron, Amstrad CPC, BBC Micro, Commodore 64 y ZX Spectrum. Una versión para Famicom fue desarrollada y lanzada por Sunsoft solo en Japón bajo el nombre deSuper Arabian (スーパーアラビアン?). Super Arabian también fue relanzado en un juego 2-en-1 para PlayStation, Memorial Series Sunsoft Vol.2, el cual también incluye Ikki.